# مونية (عليا أردستان)
مونیة (بالفارسية: مونیه) هي قرية تقع في إيران في قسم علیا الريفي. يقدر عدد سكانها بـ 30 نسمة بحسب إحصاء 2016.